# Villiers-Fossard
Villiers-Fossard és un municipi francès situat al departament de la Manche i a la regió de Normandia. L'any 2007 tenia 517 habitants.

## Demografia

### Població
El 2007 la població de fet de Villiers-Fossard era de 517 persones. Hi havia 198 famílies de les quals 40 eren unipersonals (16 homes vivint sols i 24 dones vivint soles), 69 parelles sense fills i 89 parelles amb fills.
La població ha evolucionat segons el següent gràfic:
Habitants censats

### Habitatges
El 2007 hi havia 221 habitatges, 199 eren l'habitatge principal de la família, 7 eren segones residències i 14 estaven desocupats. 219 eren cases i 2 eren apartaments. Dels 199 habitatges principals, 173 estaven ocupats pels seus propietaris, 21 estaven llogats i ocupats pels llogaters i 5 estaven cedits a títol gratuït; 2 tenien dues cambres, 12 en tenien tres, 41 en tenien quatre i 144 en tenien cinc o més. 163 habitatges disposaven pel capbaix d'una plaça de pàrquing. A 71 habitatges hi havia un automòbil i a 122 n'hi havia dos o més.

### Piràmide de població
La piràmide de població per edats i sexe el 2009 era:
| Homes | Edats   | Dones |
| ----- | ------- | ----- |
| 0     | 95 o +  | 0     |
| 0     | 90 a 94 | 0     |
| 0     | 85 a 89 | 0     |
| 0     | 80 a 84 | 4     |
| 0     | 75 a 79 | 4     |
| 0     | 70 a 74 | 8     |
| 4     | 65 a 69 | 4     |
| 24    | 60 a 64 | 16    |
| 12    | 55 a 59 | 12    |
| 8     | 50 a 54 | 12    |
| 28    | 45 a 49 | 24    |
| 20    | 40 a 44 | 12    |
| 16    | 35 a 39 | 16    |
| 20    | 30 a 34 | 24    |
| 12    | 25 a 29 | 8     |
| 16    | 20 a 24 | 16    |
| 28    | 15 a 19 | 12    |
| 12    | 10 a 14 | 20    |
| 20    | 5 a 9   | 4     |
| 12    | 0 a 4   | 20    |

## Economia
El 2007 la població en edat de treballar era de 352 persones, 262 eren actives i 90 eren inactives. De les 262 persones actives 246 estaven ocupades (130 homes i 116 dones) i 16 estaven aturades (10 homes i 6 dones). De les 90 persones inactives 42 estaven jubilades, 31 estaven estudiant i 17 estaven classificades com a «altres inactius».

### Ingressos
El 2009 a Villiers-Fossard hi havia 206 unitats fiscals que integraven 548,5 persones, la mediana anual d'ingressos fiscals per persona era de 19.294 €.

### Activitats econòmiques
Dels 7 establiments que hi havia el 2007, 1 era d'una empresa alimentària, 2 d'empreses de construcció, 1 d'una empresa de transport, 1 d'una empresa financera, 1 d'una empresa de serveis i 1 d'una entitat de l'administració pública.
Dels 2 establiments de servei als particulars que hi havia el 2009, 1 era un guixaire pintor i 1 fusteria.
L'any 2000 a Villiers-Fossard hi havia 29 explotacions agrícoles que ocupaven un total de 429 hectàrees.

## Poblacions més properes
El següent diagrama mostra les poblacions més properes.